# Catocala albida
Catocala albida là một loài bướm đêm trong họ Erebidae.